# 양천구 갑
서울 양천구 갑은 대한민국의 국회의원 선거구이다. 서울특별시 양천구 일부 지역을 관할한다. 현 지역구 국회의원은 더불어민주당의 황희이다.

## 역사
1988년 대한민국 제13대 국회의원 선거를 앞두고 신설되었다. 신설 당시 양천구의 목동과 신정동의 1~2동을 '양천구 갑'으로 묶었으며 나머지 지역인 신월동과 신정동의 3~5동을 '양천구 을'로 명명하였다.
1992년 제14대 총선에서는 신정6동과 신정7동이 관할 지역으로 추가되었다.
2012년 제19대 총선을 앞두고 목6동이 목5동으로 통합되었다.

## 관할 구역
| 대수        | 관할 구역                                                                           |
| ----------- | ----------------------------------------------------------------------------------- |
| 13대        | 양천구 목1동, 목2동, 목3동, 목4동, 신정1동, 신정2동                                 |
| 14대 ~ 18대 | 양천구 목1동, 목2동, 목3동, 목4동, 목5동, 목6동, 신정1동, 신정2동, 신정6동, 신정7동 |
| 19대 ~ 현재 | 양천구 목1동, 목2동, 목3동, 목4동, 목5동, 신정1동, 신정2동, 신정6동, 신정7동        |

## 역대 국회의원
| 선거   | 정당 | 정당         | 의원   |
| ------ | ---- | ------------ | ------ |
| 1988년 |      | 평화민주당   | 양성우 |
| 1992년 |      | 민주자유당   | 박범진 |
| 1996년 |      | 신한국당     | 박범진 |
| 2000년 |      | 한나라당     | 원희룡 |
| 2004년 |      | 한나라당     | 원희룡 |
| 2008년 |      | 한나라당     | 원희룡 |
| 2012년 |      | 새누리당     | 길정우 |
| 2016년 |      | 더불어민주당 | 황희   |
| 2020년 |      | 더불어민주당 | 황희   |
| 2024년 |      | 더불어민주당 | 황희   |

## 역대 선거 결과

### 대한민국 제13대 국회의원 선거
|  | 28.16% |

|  | 25.74% |

|  | 24.17% |

|  | 16.08% |

|  | 3.77% |

|  | 1.17% |

|  | 0.58% |

|  | 0.28% |

### 대한민국 제14대 국회의원 선거
|  | 37.52% |

|  | 30.84% |

|  | 26.31% |

|  | 5.31% |

### 대한민국 제15대 국회의원 선거
|  | 35.81% |

|  | 30.01% |

|  | 22.56% |

|  | 10.12% |

|  | 0.77% |

|  | 0.69% |

### 대한민국 제16대 국회의원 선거
|  | 51.15% |

|  | 37.32% |

|  | 5.36% |

|  | 2.88% |

|  | 2.37% |

|  | 0.89% |

### 대한민국 제17대 국회의원 선거
|  | 56.58% |

|  | 37.86% |

|  | 4.65% |

|  | 0.89% |

### 대한민국 제18대 국회의원 선거
|  | 52.11% |

|  | 26.82% |

|  | 20.17% |

|  | 0.88% |

### 대한민국 제19대 국회의원 선거
|  | 50.58% |

|  | 49.41% |

### 대한민국 제20대 국회의원 선거
|  | 52.12% |

|  | 39.86% |

|  | 8.00% |

### 대한민국 제21대 국회의원 선거
|  | 51.85% |

|  | 44.96% |

|  | 2.81% |

|  | 0.36% |

### 대한민국 제22대 국회의원 선거
|  | 49.78% |

|  | 48.16% |

|  | 2.05% |